# استان اسمولیان
اسمولیان یکی از استان‌های کشور بلغارستان است. مساحت این استان ۳٬۱۹۳ کیلومتر مربع و جمعیت آن ۱۲۱۷۵۲ نفر است.
همچنین مرکز این استان شهر اسمولیان است.